# Sibbaldia cuneifolia
Sibbaldia cuneifolia là loài thực vật có hoa trong họ Hoa hồng. Loài này được (Bertol.) Paule & Soják mô tả khoa học đầu tiên năm 2009.